# Andreas Schultz (politiker)
 Der er flere personer med dette navn, se Andreas Schultz.
Andreas Schultz (23. februar 1838 i Fredericia – 18. juni 1915) var en dansk smedemester og politiker.
Schultz var søn af smedemester Folmar Schultz og hustru Maren f. Strungesen. Han lærte smede- og maskinlaget hos faderen og overtog dennes forretning 1864. Schultz var medlem af Fredericia Byråd 1885-94, formand for Fredericia Grundejerforening og Fredericia Håndværkerforening, medlem af Dansk Arbejdsgiver- og Mesterforenings hovedbestyrelse, Landstingsmand (Højre) fra 1894. Ridder af Dannebrog.
Han udarbejdede og fremsatte et forslag til en rørtunnel under Lillebælt.
Han var gift m. Martine Marie Bothilde f. Andersen, f. 20. Maj i Fredericia.